# Bahnstrecke Winterswijk–Zevenaar
| Stadler GTW der Arriva bei Varsseveld (2018) |                      |                                               |                                               |
| |                      |                                               |                                               |
| Streckenlänge: | 49,6 km              |                                               |                                               |
| Spurweite: | 1435 mm (Normalspur) |                                               |                                               |
| Streckengeschwindigkeit: | 100 km/h             |                                               |                                               |
| Zugbeeinflussung: | ATB NG               |                                               |                                               |
| |                      |                                               |                                               |
| \| \| \| von Zutphen \| \| \| \| \| von Neede \| \| \| \| \| \| \| \| \| \| Winterswijk West \| \| \| \| 0,000 \| Winterswijk \| Winterswijk \| \| \| 1,000 \| Winterswijk GOLS \| Winterswijk GOLS \| \| \| \| nach Borken (Westf) und nach Bocholt \| \| \| \| \| \| \| \| \| \| Boven-Slinge \| \| \| \| 6,500 \| Miste \| Miste \| \| \| 8,600 \| Bredevoort \| Bredevoort \| \| \| \| Kleinbahn Lichtenvoorde–Bocholt \| \| \| \| 11,955 \| Aalten \| Aalten \| \| \| 16,300 \| Lintelo \| Lintelo \| \| \| \| von Dinxperlo \| \| \| \| 20,435 \| Varsseveld \| Varsseveld \| \| \| 26,700 \| Silvolde \| Silvolde \| \| \| \| Kleinbahn Lievelde–Zeddam \| \| \| \| 27,330 \| Terborg \| Terborg \| \| \| 28,693 \| Gaanderen \| Gaanderen \| \| \| \| Bielheimerbeek \| \| \| \| 30,200 \| Gaanderen-Oosselt \| Gaanderen-Oosselt \| \| \| \| A 18 \| \| \| \| \| Doetinchem Stadion \| \| \| \| \| von Hengelo \| \| \| \| 33,614 \| Doetinchem \| Doetinchem \| \| \| \| Oude IJssel \| \| \| \| \| \| \| \| \| 34,300 \| Doetinchem West (ehem. Doetinchem Wijnbergen) \| Doetinchem West (ehem. Doetinchem Wijnbergen) \| \| \| \| \| \| \| \| 36,000 \| Doetinchem De Huet \| Doetinchem De Huet \| \| \| 39,249 \| Wehl \| Wehl \| \| \| 41,000 \| Stillewald \| Stillewald \| \| \| 45,418 \| Didam \| Didam \| \| \| \| A 12/E 35 \| \| \| \| \| Zevenaar Poort \| \| \| \| \| \| \| \| \| \| von Emmerich \| \| \| \| 49,000 \| Zevenaar GOLS \| Zevenaar GOLS \| \| \| 49,600 \| Zevenaar \| Zevenaar \| \| \| \| \| \| \| \| \| nach Arnhem \| \| |                      |                                               |                                               |
| Strecke |                      | von Zutphen                                   | von Zutphen                                   |
| Abzweig geradeaus und ehemals von links |                      | von Neede                                     | von Neede                                     |
| Verschwenkung von links (Strecke außer Betrieb) · Verschwenkung von rechts |                      |                                               |                                               |
| Strecke (außer Betrieb) · Bahnhof |                      | Winterswijk West                              | Winterswijk West                              |
| Strecke (außer Betrieb) · Bahnhof | 0,000                | Winterswijk                                   | Winterswijk                                   |
| Bahnhof (Strecke außer Betrieb) · Strecke | 1,000                | Winterswijk GOLS                              | Winterswijk GOLS                              |
| Strecke (außer Betrieb) · Abzweig geradeaus und ehemals nach links |                      | nach Borken (Westf) und nach Bocholt          | nach Borken (Westf) und nach Bocholt          |
| Verschwenkung nach links (Strecke außer Betrieb) · Verschwenkung nach rechts |                      |                                               |                                               |
| Brücke über Wasserlauf |                      | Boven-Slinge                                  | Boven-Slinge                                  |
| ehemaliger Haltepunkt / Haltestelle | 6,500                | Miste                                         | Miste                                         |
| ehemaliger Bahnhof | 8,600                | Bredevoort                                    | Bredevoort                                    |
| Kreuzung (Querstrecke außer Betrieb) |                      | Kleinbahn Lichtenvoorde–Bocholt               | Kleinbahn Lichtenvoorde–Bocholt               |
| Bahnhof | 11,955               | Aalten                                        | Aalten                                        |
| ehemaliger Haltepunkt / Haltestelle | 16,300               | Lintelo                                       | Lintelo                                       |
| Abzweig geradeaus und ehemals von links |                      | von Dinxperlo                                 | von Dinxperlo                                 |
| Bahnhof | 20,435               | Varsseveld                                    | Varsseveld                                    |
| ehemaliger Haltepunkt / Haltestelle | 26,700               | Silvolde                                      | Silvolde                                      |
| Kreuzung (Querstrecke außer Betrieb) |                      | Kleinbahn Lievelde–Zeddam                     | Kleinbahn Lievelde–Zeddam                     |
| Bahnhof | 27,330               | Terborg                                       | Terborg                                       |
| Bahnhof | 28,693               | Gaanderen                                     | Gaanderen                                     |
| Brücke über Wasserlauf |                      | Bielheimerbeek                                | Bielheimerbeek                                |
| ehemaliger Haltepunkt / Haltestelle | 30,200               | Gaanderen-Oosselt                             | Gaanderen-Oosselt                             |
| Strecke mit Straßenbrücke |                      | A 18                                          | A 18                                          |
| ehemaliger Haltepunkt / Haltestelle |                      | Doetinchem Stadion                            | Doetinchem Stadion                            |
| Abzweig geradeaus und ehemals von rechts |                      | von Hengelo                                   | von Hengelo                                   |
| Bahnhof | 33,614               | Doetinchem                                    | Doetinchem                                    |
| Brücke über Wasserlauf |                      | Oude IJssel                                   | Oude IJssel                                   |
| |                      |                                               |                                               |
| ehemaliger Bahnhof | 34,300               | Doetinchem West (ehem. Doetinchem Wijnbergen) | Doetinchem West (ehem. Doetinchem Wijnbergen) |
| |                      |                                               |                                               |
| Bahnhof | 36,000               | Doetinchem De Huet                            | Doetinchem De Huet                            |
| Bahnhof | 39,249               | Wehl                                          | Wehl                                          |
| ehemaliger Haltepunkt / Haltestelle | 41,000               | Stillewald                                    | Stillewald                                    |
| Bahnhof | 45,418               | Didam                                         | Didam                                         |
| Strecke mit Straßenbrücke |                      | A 12/E 35                                     | A 12/E 35                                     |
| ehemaliger Bahnhof |                      | Zevenaar Poort                                | Zevenaar Poort                                |
| Verschwenkung von links (Strecke außer Betrieb) · Verschwenkung von rechts |                      |                                               |                                               |
| Strecke (außer Betrieb) · Abzweig geradeaus und von links |                      | von Emmerich                                  | von Emmerich                                  |
| Bahnhof (Strecke außer Betrieb) · Strecke | 49,000               | Zevenaar GOLS                                 | Zevenaar GOLS                                 |
| Strecke (außer Betrieb) · Bahnhof | 49,600               | Zevenaar                                      | Zevenaar                                      |
| Verschwenkung nach links (Strecke außer Betrieb) · Verschwenkung nach rechts |                      |                                               |                                               |
| Strecke |                      | nach Arnhem                                   | nach Arnhem                                   |

Die Bahnstrecke Winterswijk–Zevenaar verbindet seit dem 15. Juli 1885 Winterswijk mit Zevenaar. Die Bahnstrecke war Teil des Netzes von Kleinbahnen in Twente und dem Achterhoek, die von der Geldersch-Overijsselsche Lokaalspoorweg-Maatschappij (GOLS) angelegt worden war. Die Eisenbahn zwischen Winterswijk und Zevenaar ist die einzige Linie dieser ehemaligen Gesellschaft, welche immer noch in Betrieb ist.

## Geschichte

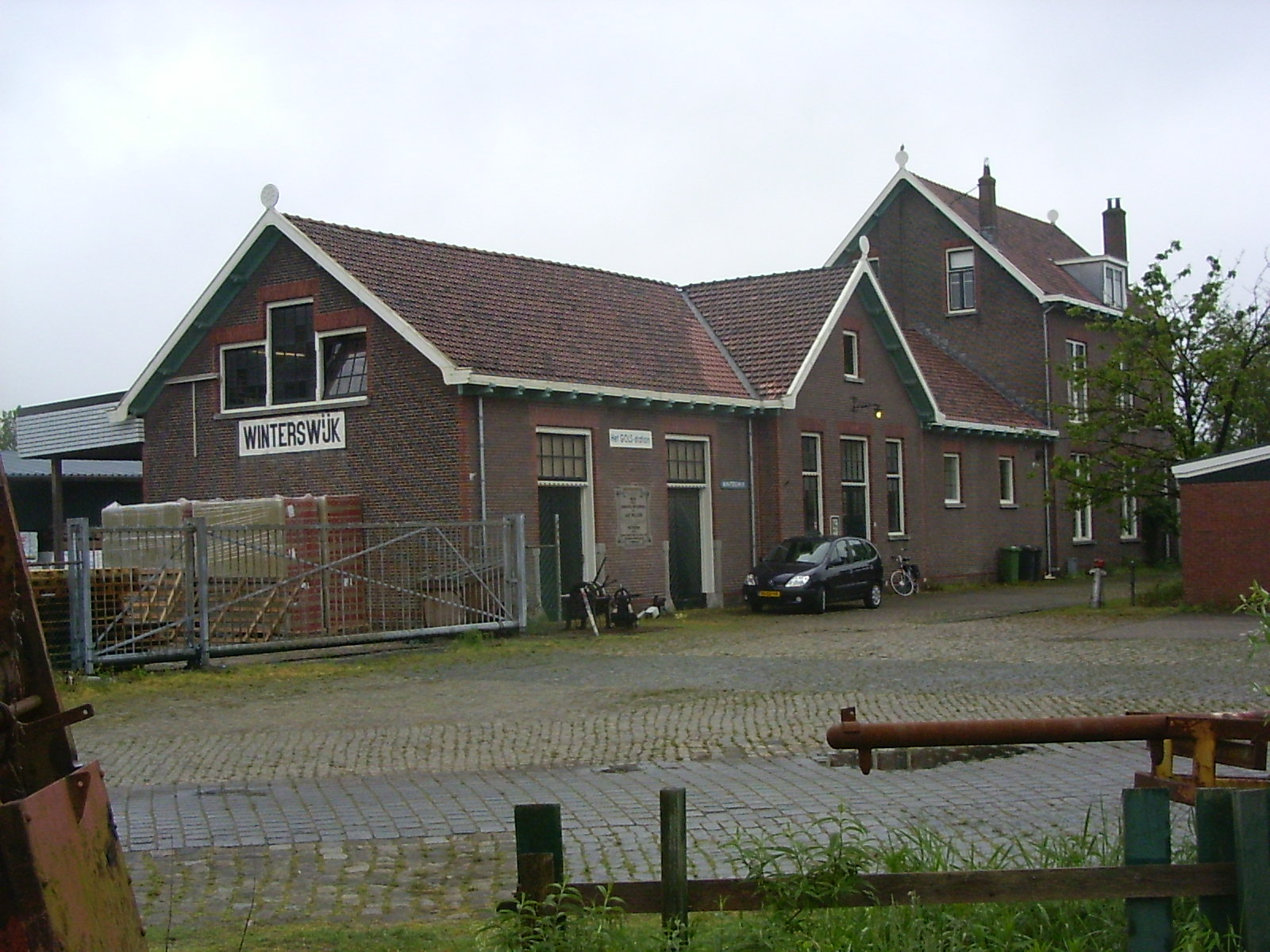
Ehemaliges Empfangsgebäude von Winterswijk GOLS (2008)

Die Bahn wurde von der GOLS gebaut, die in den 1880er Jahren ein Netz von Kleinbahnen in den östlichen Niederlanden errichtete. Diese Linien wurden zunächst für den Transport von Waren für die Textilfabriken in Twente errichtet. Im Jahr 1884 ging die Strecke Winterswijk–Neede in Betrieb, ein Jahr darauf die Strecke von Winterswijk nach Zevenaar. In Winterswijk entstand westlich des Bahnhofs Winterswijk der Niederländisch-Westfälischen Eisenbahn-Gesellschaft (NWE) ein eigenständiger Bahnhof Winterswijk GOLS. Zwischen beiden Bahnhöfen bestand eine Verbindung über ein Rangiergleis, der dazwischen liegende Platz wurde bis zum Ersten Weltkrieg für den Rangierbetrieb ausgebaut. In Zevenaar hatte die Bahn ebenfalls einen eigenständigen Kleinbahnhof.
Im Jahre 1892 wurde in Zevenaar eine Verbindung zur Strecke Arnhem–Emmerich gebaut. Dadurch entstand eine direkte Verbindung zwischen Arnhem und dem Bahnhof Winterswijk. Zunächst diente das Gleis ausschließlich dem Güterverkehr. Ab 1918 verlagerte die GOLS den Personenverkehr über die Verbindung in den Bahnhof Zevenaar der Nederlandsche Rhijnspoorweg-Maatschappij (NRS) und gab den Kleinbahnhof auf. In den 1920er Jahren übernahm die Hollandsche IJzeren Spoorweg-Maatschappij (HIJSM) die GOLS und löste die Gesellschaft 1928 auf. In der Folge stellte die HIJSM den Betrieb auf den unrentablen Strecken ein. Bis 1935 wiesen mit Ausnahme der Strecke von Winterswijk nach Zevenaar sämtliche Bahnen der ehemaligen GOLS keinen Personenverkehr auf. 1936 gab die HIJSM den Kleinbahnhof in Winterswijk ebenfalls auf und verlegte die Züge in den Staatsbahnhof.
Der Verkehr wurde zunächst durch GOLS selbst ausgeführt. 1920 wurden die Linien der Gesellschaft von der HIJSM übernommen. Wenig später begannen die übrig gebliebenen Eisenbahngesellschaften eine intensive Zusammenarbeit, die 1938 in den Zusammenschluss zur Nederlandse Spoorwegen (NS) mündete. Die NS betrieb die ehemalige GOLS-Strecke rund 70 Jahre. 1999 ging der Zugbetrieb zwischen Winterswijk und Doetinchem auf Syntus über. Zwei Jahre später folgte der Abschnitt von Doetinchem nach Zevenaar. Im Laufe der Zeit wurde Syntus wegen Ausfällen und Verzögerungen auf dieser Strecke, zu kurzen Zügen und Störungen an selbigen stark kritisiert. Im Jahr 2010 musste Syntus eine Geldstrafe von 35.000 Euro an die Provinz Gelderland zahlen. Im Jahr 2012 verlor Syntus die Konzession für das Achterhoek an Arriva. Neben Arriva fahren auf der Strecke Arnhem–Doetinchem auch Züge von Hermes unter dem Markennamen Breng.

## Bahnstationen und Gebäude

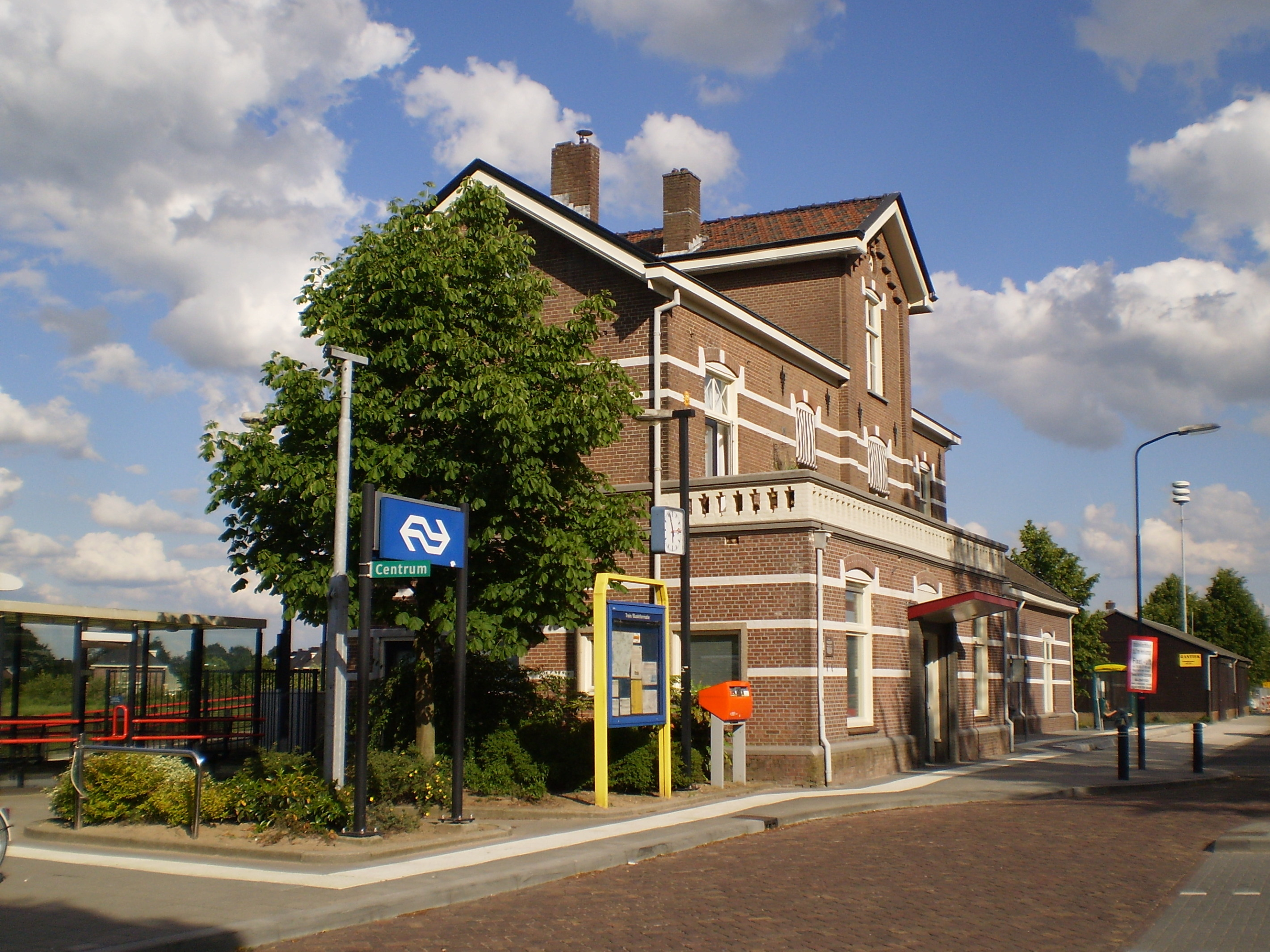
Bahnhof Terborg

Obwohl die Niederländisch-Westfälische Eisenbahngesellschaft in Winterswijk schon einen Bahnhof hatte, hielten die Züge der GOLS nach der Eröffnung der Strecke nach Zevenaar an dem eigenständigen Bahnhof Winterswijk GOLS. Als Bahnhofsgebäude diente das ehemalige Empfangsgebäude des Bahnhofs der NWE, welches durch einen Neubau ersetzt wurde. 1908 war der Ausbau des Bahnhofs abgeschlossen. Auch in Zevenaar hatte die GOLS ein eigenes Bahnhofsgebäude in der Nähe der bestehenden Station der NRS.
Wie bei den meisten Eisenbahnen waren auch die Empfangsgebäude der GOLS standardisiert. Die Bahnhöfe in Aalten, Varsseveld, Terborg, Doetinchem und Zevenaar erhielten die größte Ausführung, die zweigeschossigen Gebäude wiesen einen rechteckigen Grundriss auf und waren giebelseitig zur Straße beziehungsweise den Bahnsteigen ausgerichtet. Terborg und Doetinchem verfügten zudem über einen Güterschuppen. Die Stationen Bredevoort, Wehl und Didam erhielten ein eingeschossiges Bahnhofsgebäude. In den ersten beiden Jahrzehnten des 20. Jahrhunderts wurden die Stationsgebäude vergrößert. Hierbei bekamen alle Gebäude eine zusätzliche Etage. Auch wurde in den meisten Fällen ein Güterschuppen neu errichtet oder erweitert. Das Bahnhofsgebäude in Zevenaar wurde 1910 und 1915 erweitert. Im Jahr 1918 wurde der Zugverkehr jedoch zur Station der NRS verlagert. Das ehemalige Bahnhofsgebäude der GOLS wurde 1974 abgerissen.

### 1930er Jahre
Im Jahre 1935 wurden die meisten Haltepunkte entlang der Bahnstrecke sowie der Bahnhof Bredevoort geschlossen, nur die Station Doetinchem Wijnbergen blieb. Der Halt war inzwischen mit einem großen Warteraum ausgestattet worden. 1959 wurde er durch ein Gebäude des „Standaardtype Vierlingsbeek“ ersetzt, 1966 folgte die Umbenennung in Doetinchem West. Mit der Inbetriebnahme der Station Doetinchem Huet im Jahr 1985 wurde die Station aufgelassen; das Gebäude blieb erhalten. Der Bahnhof Winterswijk GOLS wurde 1936 aufgehoben, das Gebäude ist erhalten und dient als Museum.

### Teilweiser Rückbau

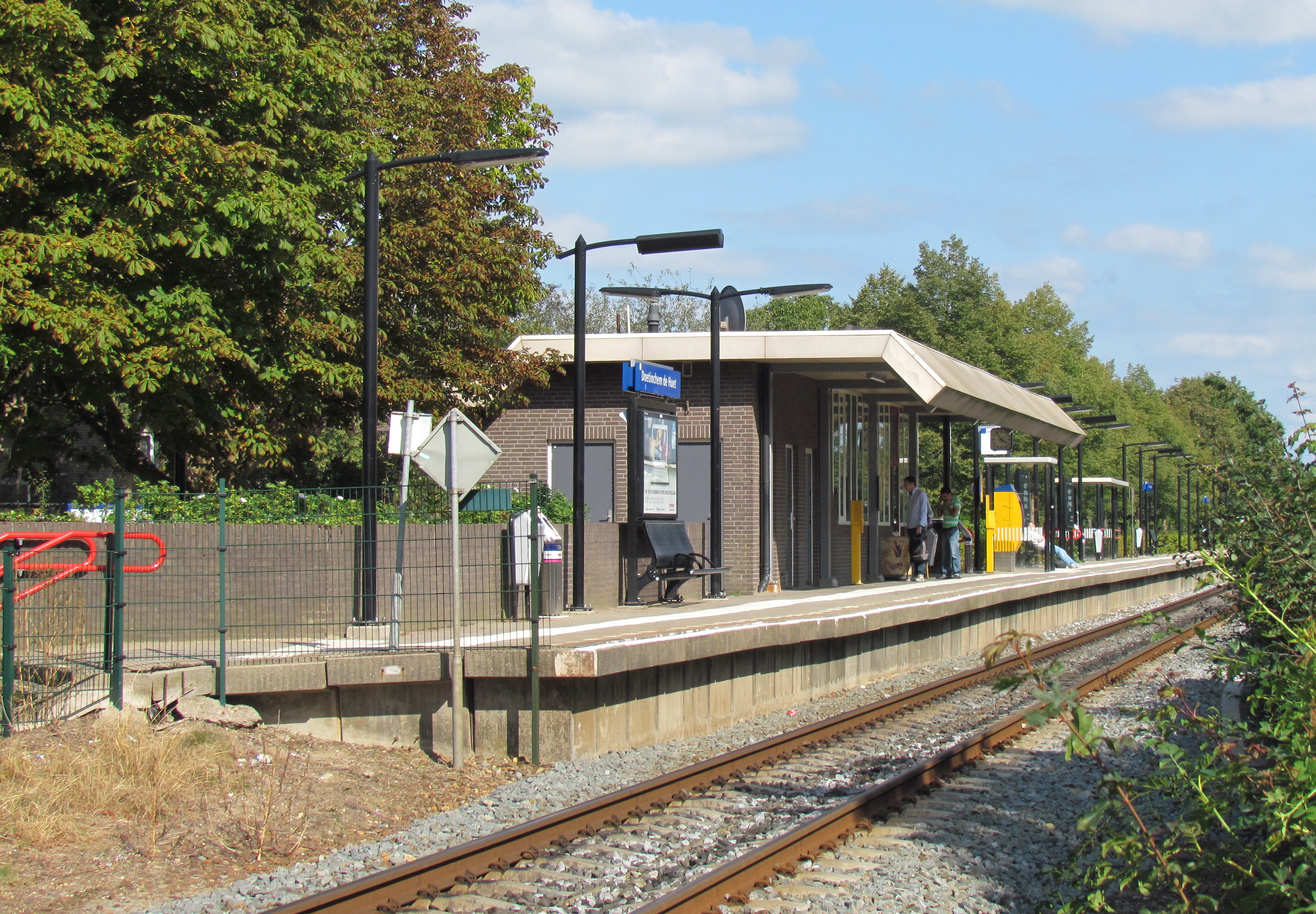
Station Doetinchem De Huet (2011)

In den 1970er und 1980er Jahren wurden die Ausstattungen zumeist stark vereinfacht und einige Stationsgebäude abgerissen. Die Bahnhofsgebäude von Wehl und Didam waren 1973 durch Standardgebäude vom Typ „Standaard Douma“ des niederländischen Architekten Cees Douma ersetzt worden. Das Gebäude von Wehl wurde im Jahr 2010 abgerissen. Das 1884 gebaute Bahnhofsgebäude Typ „GOLS-groot“ in Varsseveld war 1980 abgerissen und durch eine Wartehalle ersetzt worden. Das Bahnhofsgebäude in Doetinchem wich 1983 einem Neubau von Architekt P.A.M. Kilsdonk. Der 1985 eröffnete Haltepunkt Doetinchem de Huet erhielt eine standardisierte Wartehalle vom Typ „Vorstadshaltes“. des niederländischen Architekten J. (Hans) Bak.
Im Rahmen des Projektes Stadsregiorail bestehen Pläne, eine zweite Station in Zevenaar mit der Bezeichnung Zevenaar Poort beim Stadtviertel Groot Holthuizen zu bauen. Der anvisierte Standort befindet sich in der Nähe der Kreuzung mit dem Rijksweg 12.
Am 10. Dezember 2006 wurde der mehr als einen Kilometer von der Station Terborg entfernte ehemalige Halt Gaanderen wiedereröffnet. Der Halt bestand zuvor schon von 1927 bis 1934. Die Station verfügt über einen Bahnsteig.
Am 28. Juni 2013 wurde bekannt, dass die Provinz Gelderland plane, 41,5 Millionen Euro in die Verbesserung der Strecke zu investieren. Dies betrifft unter anderem den Bau eines zweiten Streckengleises auf einer Länge von 4,5 Kilometern zwischen Zevenaar und Didam, die Anlage eines Fahrradtunnels in Zevenaar Ost und von Toiletten in den Bahnhöfen. Die Provinzialregierung wollte nach dem Sommer 2013 über die Vorschläge entscheiden.

## Bahnbetrieb
Zu Beginn fuhren auf der Strecke täglich nur vereinzelt Personenzüge zwischen Winterswijk und Zevenaar. Zwischen Zevenaar und Doetinchem fuhren zusätzliche Züge, die auf direktem Wege nach Ruurlo durchgebunden wurden. Später wurde der Fahrplan dieser Strecke verdichtet, ab 1918 fuhren die meisten Züge von und nach Arnhem. Ende der 1930er Jahre gab es zwischen Winterswijk und Arnhem alle zwei Stunden einen Zug. Zwischen Doetinchem und Arnhem fuhr versetzt alle zwei Stunden ein zusätzlicher Zug. Dieser Zug wurde ab Arnhem nach Ede-Wageningen und Amersfoort verlängert. Mit Beginn des Zweiten Weltkrieges wurde diese Verbindung ausgesetzt. 1947 wurde ein fester Stundentakt zwischen Winterswijk und Arnhem eingeführt. Einige Jahre später fuhren zu Spitzenzeiten zusätzliche Verstärker zwischen Doetinchem und Arnheim. Diese HVZ-Verdichter wurden im Laufe der Jahre ausgeweitet und fuhren bald über den gesamten Tag. Mit Inkrafttreten des neuen Fahrplanes Spoorslag ’70 entstand daraus ein echter Halbstundentakt. Später wurde das Angebot auf die Wochenenden ausgeweitet.
1999 übernahm Syntus die Bedienung der Strecke Winterswijk–Doetinchem. Die Züge des Unternehmens verkehrten halbstündlich zwischen beiden Orten, lediglich sonntagmorgens und am Vormittag wurde der Takt auf eine Stunde ausgedünnt. Die durchgehende Verbindung bestand bis zur Übernahme der Gesamtstrecke durch Syntus im Jahr 2001 zunächst nicht mehr, Reisende mussten daher in Doetinchem umsteigen. Nach 2001 bestand ein durchgehender Halbstundentakt zwischen Winterswijk und Arnhem. Im morgendlichen Berufsverkehr fuhren zusätzlich Verstärker zwischen Arnhem und Zevenaar, die ab 2003 bis Doetinchem verlängert wurden. Seit 2009 fahren diese Verstärker bis in den frühen Abend im Halbstundentakt, sodass zwischen Zevenaar und Doetinchem ein Viertelstundenrhythmus besteht. Bis zum 9. Dezember 2012 hielten die Verstärker nicht in Doetinchem De Huet.

## Fahrzeugeinsatz

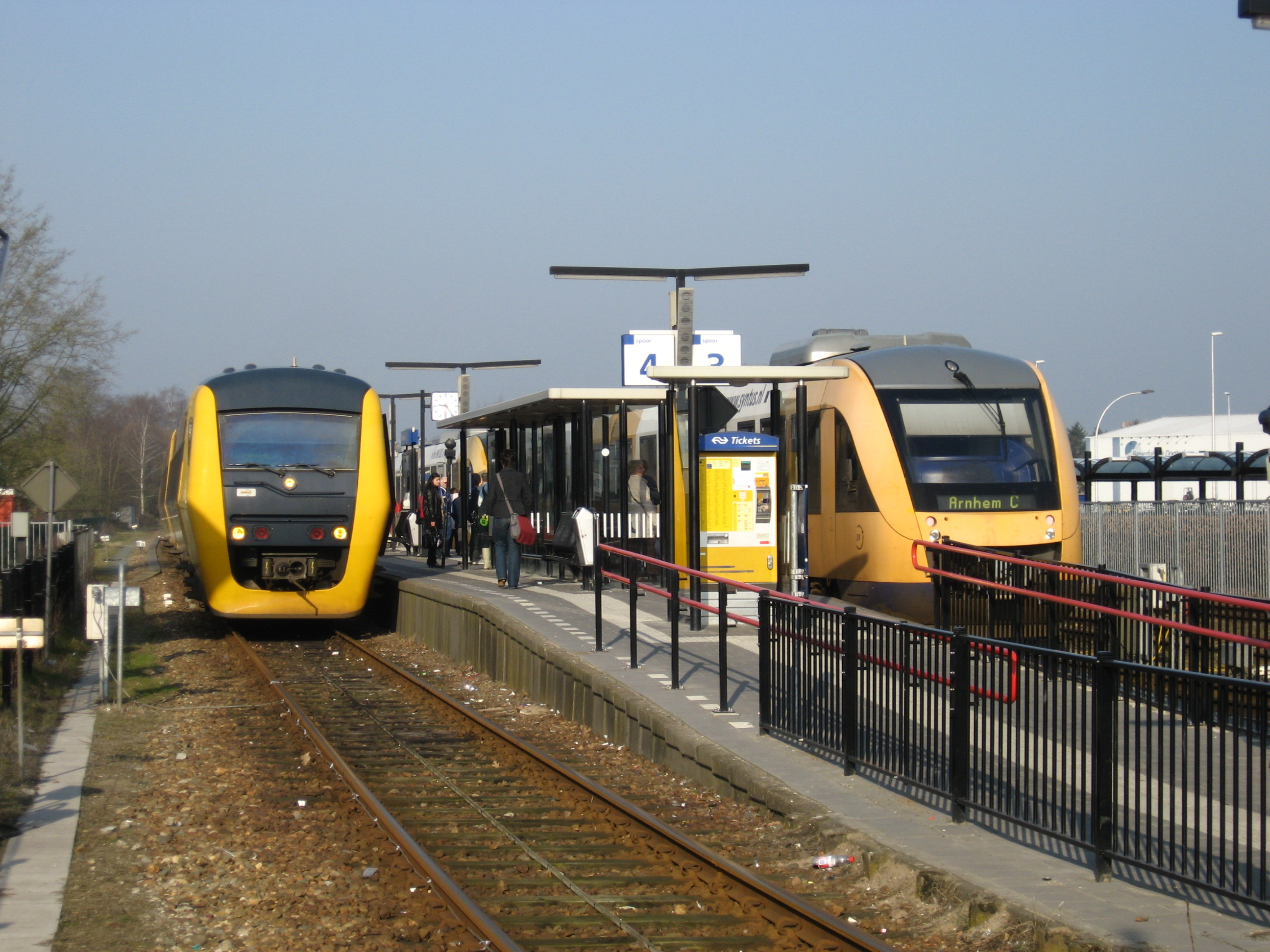
Zugkreuzung von DM 90 und LINT 41 in Doetinchem (2009)

Zwischen Winterswijk und Arnhem fuhren lange Zeit Dampfzüge. Der im Jahr 1937 eingeführte Zugdienst zwischen Doetinchem und Amersfoort wurde bis zum Anfang des Zweiten Weltkrieges mit Dieseltriebwagen der Baureihe omBC durchgeführt. Während und kurz nach dem Zweiten Weltkrieg fuhren erneut ausschließlich Dampfzüge auf der Strecke. Anfang der 1950er Jahre verkehrten Triebwagen der Baureihe Mat ’34 in einigen Umläufen zwischen Winterswijk und Arnhem. Ab 1955 fuhren ausschließlich Dieseltriebwagen der Baureihe DE1 auf der Strecke. Ab 1963 wurde ein Teil der Fahrten mit Triebwagen der Baureihe DE3 (Plan U) durchgeführt. In der Hauptverkehrszeit setzte die Nederlandse Spoorwegen Triebwagen der Baureihe DE5 („Dieselvijf“) ein. Ab 1972 verkehrten im Berufsverkehr Wendezüge zwischen Winterswijk und Arnhem. Die DE5-Triebwagen verkehrten zusätzlich zwischen Doetinchem und Arnhem bis zu ihrer Außerdienststellung im Jahr 1974. Die Wendezüge waren bis zum Sommer 1987 auf der Strecke unterwegs. Im Sommer 1983 sowie im Winter 1984/85 verkehrten an ihrer Stelle Garnituren mit drei DE1-Triebwagen. Ab 1987 verkehrten ausschließlich DE3-Triebwagen.
Im Sommer 1996 begann der Probebetrieb mit dem neuen DM 90-Triebwagen auf der Strecke Doetinchem–Arnhem. Ab November 1996 fuhren auch die Züge nach Winterswijk mit dieser Baureihe. Syntus setzte nach der Übernahme zunächst auch gemietete Einheiten dieser Baureihe ein, der Großteil des Verkehrs wurde mit Triebwagen vom Typ LINT 41 durchgeführt. Seit der Übernahme durch Arriva und Brent verkehren auf der Strecke Triebwagen vom Typ Stadler GTW.

## Zukunft
In der Zukunft soll der Streckenabschnitt Didam–Zevenaar ausgebaut und ein zweites Gleis erhalten. Ziele der Maßnahme sind eine bessere und schnellere Verbindung sowie eine höhere Geschwindigkeit der Züge. Darüber hinaus soll der Bahnübergang am Babberichseweg durch einen Tunnel ersetzt werden, um die Sicherheit der Fußgänger und Radfahrer zu gewährleisten. Die Bauarbeiten werden seit Oktober 2018 von der Firma Strukton ausgeführt und die Gleiserweiterung soll zum Ende des Jahres 2019 fertiggestellt werden. Der Bau des Tunnels soll hingegen bis ins Frühjahr 2020 andauern.